# Jevon Simons
Jevon Simons (31 juli 2005) is een Nederlands voetballer die doorgaans speelt als vleugelspeler. In februari 2025 verruilde hij PSV voor Zulte Waregem. Hij is een zoon van oud-voetballer Jerry Simons.

## Clubcarrière
Simons speelde in de jeugd van Neptunus, Feyenoord, Spartaan'20 en NAC Breda, voor hij in de zomer van 2020 opgenomen werd in de opleiding van PSV. Een klein jaar na zijn komst tekende de buitenspeler zijn eerste professionele contract. Deze werd in augustus 2022 opengebroken en verlengd tot medio 2025. Zijn professionele debuut maakte hij in Jong PSV op 14 augustus 2023, toen in de Eerste divisie door een doelpunt van Jason van Duiven met 1–0 van Telstar werd gewonnen. Simons mocht van coach Wil Boessen in de basisopstelling beginnen en werd in de rust naar de kant gehaald ten faveure van Tai Abed. Zijn eerste doelpunt als profvoetballer maakte hij op 6 november 2023, thuis tegen ADO Den Haag. Hij opende voor rust de score, maar door treffers van Sacha Komljenovic en Malik Sellouki won ADO het duel in de slotfase met 1–2.
Tijdens de eerste helft van het seizoen 2024/25 kwam Simons tot één doelpunt in de Eerste divisie, waarna hij op 31 januari 2025 twee keer scoorde tegen FC Emmen, waarvan met 4–2 verloren werd. Drie dagen later liet hij PSV achter zich, toen Zulte Waregem hem overnam. Bij de Belgische club tekende hij een contract voor tweeënhalf jaar met een optie op een seizoen extra. Voorafgaand aan het seizoen 2025/26 besloot Zulte Waregem hem voor een jaar op huurbasis onder te brengen bij De Graafschap.

## Clubstatistieken
| Seizoen | Club            | Competitie      | Competitie | Competitie | Beker | Beker | Internationaal | Internationaal | Totaal | Totaal |
| Seizoen | Club            | Competitie      | Wed.       | Dlp.       | Wed.  | Dlp.  | Wed.           | Dlp.           | Wed.   | Dlp.   |
| ------- | --------------- | --------------- | ---------- | ---------- | ----- | ----- | -------------- | -------------- | ------ | ------ |
| 2023/24 | Jong PSV        | Eerste divisie  | 28         | 11         | —     | —     | —              | —              | 28     | 11     |
| 2024/25 | Jong PSV        | Eerste divisie  | 21         | 3          | —     | —     | —              | —              | 21     | 3      |
| 2024/25 | Zulte Waregem   | Eerste klasse B | 3          | 0          | 0     | 0     | —              | —              | 3      | 0      |
| 2025/26 | → De Graafschap | Eerste divisie  | 2          | 0          | 0     | 0     | —              | —              | 2      | 0      |
| Totaal  | Totaal          | Totaal          | 54         | 14         | 0     | 0     | 0              | 0              | 54     | 14     |

Bijgewerkt op 20 augustus 2025.